# Pilot Rock
Pilot Rock és una població dels Estats Units a l'estat d'Oregon. Segons el cens del 2000 tenia 1.532 habitants.

## Demografia
Segons el cens del 2000, Pilot Rock tenia 1.532 habitants, 590 habitatges, i 454 famílies. La densitat de població era de 758,3 habitants per km².
Dels 590 habitatges en un 35,4% hi vivien nens de menys de 18 anys, en un 62,4% hi vivien parelles casades, en un 10,3% dones solteres, i en un 22,9% no eren unitats familiars. En el 20% dels habitatges hi vivien persones soles el 7,8% de les quals corresponia a persones de 65 anys o més que vivien soles. El nombre mitjà de persones vivint en cada habitatge era de 2,6 i el nombre mitjà de persones que vivien en cada família era de 2,94.
Per edats la població es repartia de la següent manera: un 27,9% tenia menys de 18 anys, un 7% entre 18 i 24, un 28,6% entre 25 i 44, un 21,7% de 45 a 60 i un 14,9% 65 anys o més.
L'edat mediana era de 37 anys. Per cada 100 dones de 18 o més anys hi havia 97 homes.
La renda mediana per habitatge era de 34.766$ i la renda mediana per família de 40.134$. Els homes tenien una renda mediana de 31.364$ mentre que les dones 19.792$. La renda per capita de la població era de 15.666$. Aproximadament el 6,4% de les famílies i el 9% de la població estaven per davall del llindar de pobresa.

## Poblacions més properes
El següent diagrama mostra les poblacions més properes.